# Masakra pod Mountain Meadows
Masakra pod Mountain Meadows – masakra grupy około 120 kolonistów (mężczyzn, kobiet i dzieci), podróżujących ze stanu Arkansas do Kalifornii przez Terytorium Utah, dokonana 11 września 1857 roku przez mormońskich osadników, która miała miejsce 56 km na południowy zachód od miasta Cedar City. Masakra ta wywołała interwencję armii Stanów Zjednoczonych znaną jako wojna w Utah.

## Tło historyczne
W latach 1847–1857 Terytorium Utah było kolonizowane przez mormonów, którzy przenosili się do Utah zmuszeni do opuszczenia Nauvoo. Odbywali oni długą wędrówkę, przebywając 2000 km tzw. szlakiem mormońskim. W roku 1848 w wyniku układu z Guadalupe Hidalgo Utah zostało przejęte od Meksyku i włączone do Stanów Zjednoczonych jako terytorium federalne. W Utah mormoni stworzyli autonomiczne władze i milicję terytorialną, na czele których stał prezydent Kościoła Jezusa Chrystusa Świętych w Dniach Ostatnich – Brigham Young. Kościelne przywództwo powodowało konflikty pomiędzy formalnie obowiązującym prawem federalnym a prawem uznawanym przez wiernych Kościoła, uważanym przez nich jako nadrzędne nad prawem świeckim.
W latach 50. XIX wieku narastało napięcie pomiędzy świętymi w dniach ostatnich a innymi osadnikami w Utah, dotyczące mormońskich nauk i praktyk, głównie poligamii. Ponadto koloniści podróżujący dalej na zachód mieli trudności z zakupem od mormonów potrzebnego im na podróż zboża, a mormoni nie chcieli „u siebie” dużej ilości obcych wozów z końmi i bydłem. Urzędnicy i sędziowie federalni delegowani do Utah z ramienia amerykańskiego rządu byli zastraszani bądź przeganiani przez mormonów i opuszczali Utah wkrótce po objęciu urzędu.
Z tego względu w połowie 1857 roku prezydent Stanów Zjednoczonych James Buchanan powołał Alfreda Cumminga na stanowisko gubernatora Terytorium Utah w miejsce mormońskiego lidera Brighama Younga. By powstrzymać spodziewany bunt świętych, już wcześniej przeciwstawiających się ustanowieniu nowego gubernatora, prezydent wysłał razem z nim 2500 żołnierzy.
Brigham Young potraktował wysłanie amerykańskiej armii na amerykańskie Terytorium Utah jako inwazję. Zarówno prezydent Kościoła Jezusa Chrystusa Świętych w Dniach Ostatnich Brigham Young, jak i pozostali przywódcy Kościoła, określili nadchodzących żołnierzy jako wrogów. Twierdzili, że żołnierze mają wypędzić wiernych z Utah tak, jak poprzednio musieli oni opuścić Ohio, Missouri i Illinois. Ponadto Young wywołał stan rzekomego zagrożenia, nakazując wiernym gromadzić żywność na wypadek ucieczki, oraz nakazał będącym pod jego nadzorem oddziałom milicji terytorialnej (opartej na założonym przez Josepha Smitha oddziale znanym jako Nauvoo Legion), by były gotowe do obrony. Mormoni gromadzili też zapasy amunicji. W sierpniu George Smith, jeden z członków Kworum Dwunastu Apostołów, odwiedzał mormońskie osady na terenie południowego Utah, wszędzie przypominając krzywdy doznane przez mormonów i zapewniając, że z Utah mormoni nie dadzą się już przegonić.

## Rzeź kolonistów
W tym czasie przez Terytorium Utah ze stanu Arkansas na zachód do Kalifornii podążała kolumna 140 kolonistów z grupy Johna T. Bakera i Alexandra Fanchera. Na początku września 1857 roku dotarli oni do zamieszkanej przez mormonów miejscowości Cedar City w południowej części Terytorium Utah. Była to ostatnia osada przed opuszczeniem Utah na drodze kolonistów. W Cedar City koloniści próbowali nabyć niezbędnego na dalszą podróż przez rozległe pustynie Nevady zboża od mormońskich osadników, ci jednak stanowczo odmawiali, spełniając polecenie Brighama Younga o gromadzeniu zboża przed rzekomo mającym wkrótce nastąpić opuszczeniem Utah przez mormonów. Spotkawszy się z odmową, niektórzy koloniści odgrażali się, że zwrócą się o pomoc do armii Stanów Zjednoczonych, byli jednak za to surowo upominani przez przywódcę kolonistów Johna T. Bakera. Postój kolonistów w Cedar City trwał niecałą godzinę, po czym odeszli w kierunku południowo-zachodnim, zamierzając opuścić Terytorium Utah i udać się do Kalifornii.

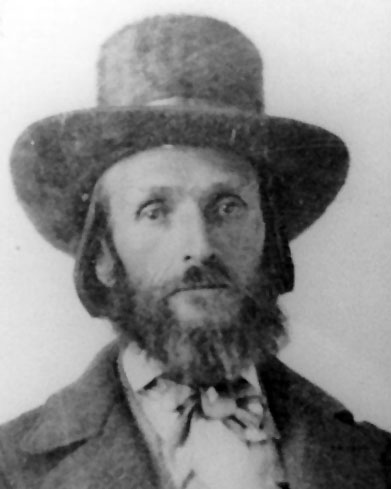
Isaac C. Haight
(1813–1886)

Część mormońskich osadników i przywódców z Cedar City, chcąc ukarać kolonistów, zamierzała jednak ich ścigać, by zemścić się za pogróżki. Burmistrz Cedar City i major miejscowej milicji, Isaac C. Haight, zwrócił się o pomoc w przeprowadzeniu ataku do Williama H. Dame’a, dowódcy milicji z osady Parowan, aby zaangażować większy oddział milicji do konfrontacji z kolonistami. William H. Dame, również będący członkiem Kościoła, choć poradził Isaacowi C. Haightowi, by zignorowali pogróżki kolonistów, zezwolił na użycie milicji. Wówczas Isaac C. Haight i inni mormońscy przywódcy Cedar City postanowili namówić grupę miejscowych Indian do ataku na kolonistów, obiecując oddać im zrabowane wozy i bydło. Do dowodzenia atakiem Isaac C. Haight wyznaczył Johna D. Lee, adoptowanego syna Brighama Younga, a zarazem miejscowego członka Kościoła i majora milicji, jednak obaj planowali obarczyć winą za atak miejscowych Indian z plemienia Pajutów.
Plan ataku na kolonistów Isaac C. Haight przedstawił miejscowej radzie przywódców Kościoła Jezusa Chrystusa Świętych w Dniach Ostatnich, społeczności i milicji. Część członków rady stanowczo się sprzeciwiła i nakazała skonsultowanie planu ataku z prezydentem Kościoła, Brighamem Youngiem. Postanowiono wysłać konnego posłańca do odległego o 400 km Salt Lake City. Podróż w obie strony musiałaby zająć co najmniej tydzień.

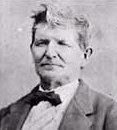
John D. Lee
(1812–1877)

Jednak jeszcze zanim posłaniec wyruszył z listem do Salt Lake City, rankiem 7 września 1857 roku, John D. Lee ze swoim 50–60 osobowym oddziałem milicji, przebranym za Indian i wymalowanym czerwoną farbą, złożonym z mieszkańców miasta oraz z grupą Indian Pajutów, zaatakował niczego nieobawiających się kolonistów, obozujących pod Mountain Meadows („Górska Łąka”), jakieś 56 km od Cedar City. Atakiem dowodził John D. Lee, który ukrył swą tożsamość przed Indianami, zamierzając na nich zrzucić odpowiedzialność. Podczas pierwszego ataku siedmiu kolonistów zostało zabitych, a kilku innych rannych. Jednak pozostali odparli atak, zmuszając napastników do odwrotu. Koloniści szybko uformowali tabor swoich wozów w ciasny krąg, broniąc się w jego środku.
Oblężenie karawany trwało 5 dni (od 7 do 11 września), podczas których mormoni wraz z Indianami dokonali dalszych dwóch ataków na kolonistów. Nie przyniosły one jednak spodziewanego efektu. W tej sytuacji koloniści postanowili wysłać dwóch mężczyzn, by zwrócili się o pomoc do armii Stanów Zjednoczonych lub do innych kolonistów podążających tą samą trasą za nimi. Udało się im wydostać się z okrążenia. Po drodze napotkali przypadkowych mormonów, którzy jednego zabili, a drugiego ranili, zdradzając tym samym udział mormonów w ataku. Ranny powrócił z tą wiadomością do oblężonej karawany. Wówczas mormoni postanowili zabić wszystkich kolonistów, by zatrzeć ślady i nie pozostawić naocznych świadków zbrodni. Isaac C. Haight, John D. Lee oraz pozostali miejscowi przywódcy Kościoła obawiali się, że ta wiadomość mogłaby sprowadzić karę na nich osobiście oraz przynieść negatywne konsekwencje dla ich Kościoła.

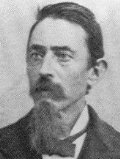
John H. Higbee
(1837–1914)

Dlatego też 11 września mormoni posłużyli się podstępem. John D. Lee z białą flagą udał się do kolonistów i przedstawił jako dowódca mormońskiego oddziału, który przybył kolonistom z odsieczą. Zapewnił ich, że milicja otoczy ich eskortą i ochroni ich przed Indianami, by mogli bezpiecznie powrócić do Cedar City. Warunkiem było złożenie przez kolonistów broni, by „nie drażnić Indian”. Koloniści niemający dostępu do wody, walczący resztkami amunicji i pozbawieni możliwości zapewnienia opieki swoim rannym, po negocjacjach byli zmuszeni przyjąć narzucone im warunki. Rozformowali krąg swoich wozów i wyruszyli w kierunku Cedar City w z góry ustalonym porządku: na czele dwa wozy z rannymi i najmłodszymi dziećmi, potem grupa kobiet, a na końcu w pewnej odległości mężczyźni, każdy pod eskortą członka oddziału mormońskiego.
Po krótkim marszu jeden z dowódców oddziału mormońskiego (prawdopodobnie major John H. Higbee) zatrzymał się, wystrzelił w powietrze i wydał rozkaz: „Stać! Czyńcie swoją powinność!”. Wówczas każdy mormon zastrzelił idącego obok niego kolonistę. Gdy milicja zaczęła strzelać, do ataku na grupę rannych, kobiet i dzieci dołączyła grupa Indian, będąca w zmowie z mormonami. W krótkim czasie na łące leżało ponad 100 martwych ciał z przestrzelonymi głowami, poderżniętymi gardłami lub naszpikowanych strzałami. Niepogrzebane ciała zostały wystawione na żer wilków, kojotów i sępów. Dopiero dwa lata później major James Carleton, który przyjechał na miejsce, aby sporządzić dla Kongresu raport dotyczący tej zbrodni, pogrzebał kości w płytkich zbiorowych dołach. Na tym grobie usypał stos kamieni. Z grupy około 140 kolonistów zabito około 120 mężczyzn, kobiet i dzieci, oszczędzając jedynie 17 dzieci poniżej szóstego roku życia, na tyle małych, by nie mogły przekazać informacji o masakrze.
Wydarzenie to rozpoczęło interwencję armii Stanów Zjednoczonych znaną jako wojna w Utah.

## Wydarzenia po masakrze

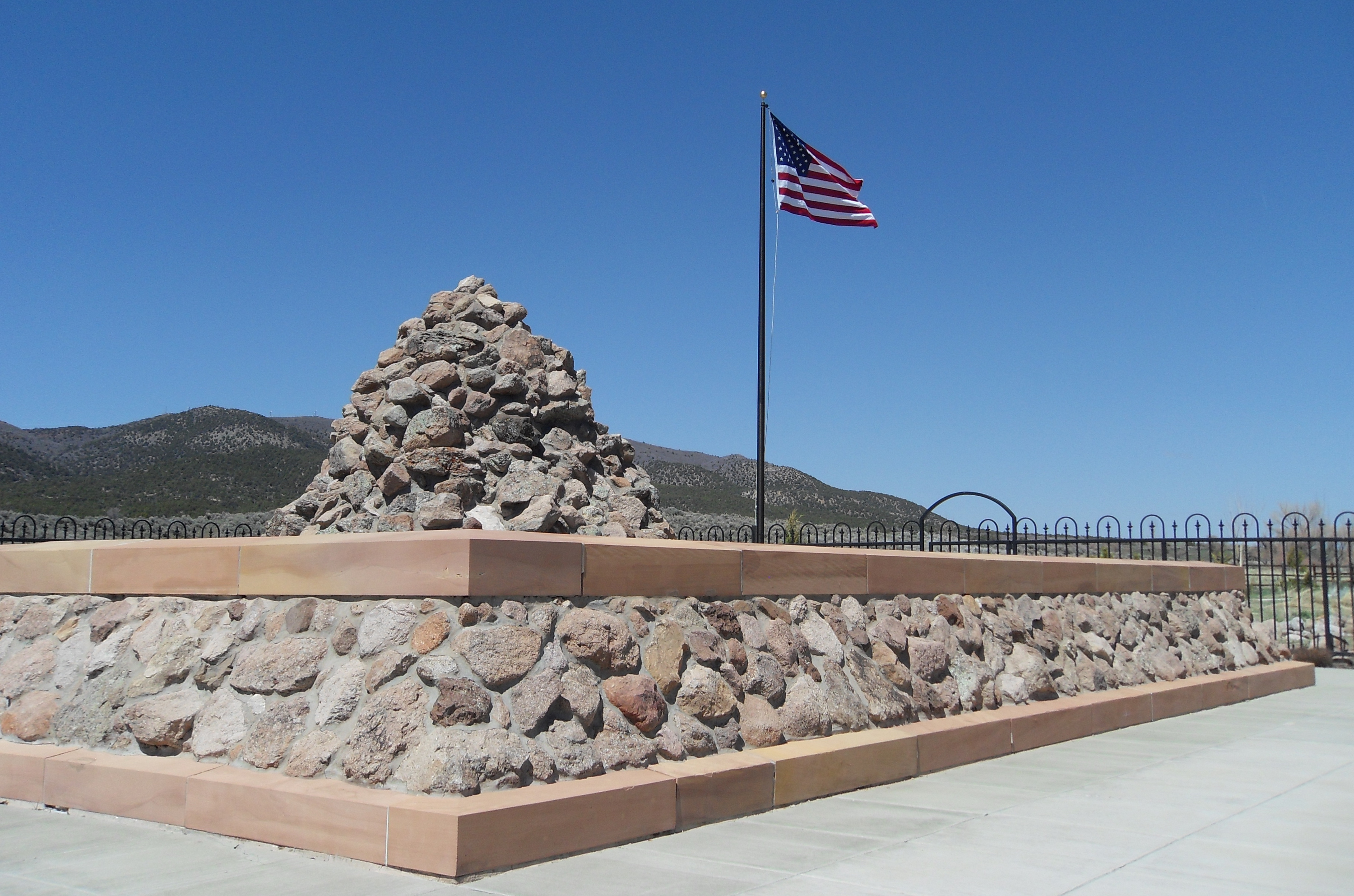
Monument upamiętniający ofiary masakry postawiony w 1999 roku

Dzieci ocalałe z masakry trafiły do mormońskich rodzin w Cedar City. W roku 1859 władze federalne odebrały mormonom ocalałe z masakry dzieci i oddały je pod opiekę krewnych w Arkansas. W 1859 roku Kościół Jezusa Chrystusa Świętych w Dniach Ostatnich odwołał z zajmowanych stanowisk Isaaca C. Haighta i innych czołowych przywódców Kościoła w Cedar City, którzy mieli związek z masakrą. 13 lat po masakrze – w 1870 roku – Kościół ekskomunikował Isaaca C. Haighta i Johna D. Lee.
Prowadzone w sprawie zbrodni śledztwo przerwała wojna secesyjna (1861–1865). W wyniku zmowy milczenia mormońskich osadników z Cedar City dopiero w 1874 roku Sąd Najwyższy Terytorium Utah postawił zarzut udziału w masakrze dziewięciu mężczyznom. Za zbiegów wyznaczono nagrodę w wysokości 500 dolarów za głowę. Przez wiele lat uciekali oni i ukrywali się przed organami ścigania, lecz w wyniku skruchy jednego z oskarżonych bp. Philipa Klingensmitha, który dobrowolnie zaświadczył przeciwko pozostałym i przekazał dowody ich winy, większość z nich została w końcu aresztowana. Przed sądem został postawiony jedynie John D. Lee. Za kierowanie zbrodnią i udział w niej został on skazany i stracony 23 marca 1877 roku. W ostatniej mowie John D. Lee stwierdził, że stał się kozłem ofiarnym w tej sprawie. Reszta sprawców uniknęła jakiejkolwiek odpowiedzialności.
W miejscu masakry wzniesiono kamienny kopiec. Jakiś czas później dołożono granitową tablicę zawierającą nazwiska zamordowanych, ale bez informacji, jak zginęli i kto był sprawcą. W roku 1999 Kościół Jezusa Chrystusa Świętych w Dniach Ostatnich postanowił naprawić rozpadający się skalny kopiec. Podczas prac przypadkowo natrafiono na płytki dół zawierający ludzkie szczątki. Antropolog Shannon Novak wraz z zespołem poddała analizie ponad 2,6 tys. fragmentów szczątków. Na kościach nie znaleziono ani śladów po skalpowaniu ofiar ani śladów podcinania gardeł, co było typowym sposobem zabijania przez Indian. Na tej podstawie Shannon Novak podała w wątpliwość udział Indian w zbrodni. Zamierzano przeprowadzić dalsze prace badawcze, jednak pod wpływem Kościoła gubernator wstrzymał badania. Postawiono nowy monument, a miejsce zostało ogrodzone. Następnie monument został poświęcony przez przywódców Kościoła.

## 150. rocznica masakry pod Mountain Meadows
Przez dziesiątki lat Kościół Jezusa Chrystusa Świętych w Dniach Ostatnich utrzymywał, że wyłącznymi sprawcami tej zbrodni byli Indianie. W 150. rocznicę zbrodni prezydent Henry B. Eyring z Rady Prezydenta Kościoła powiedział, że odpowiedzialność za masakrę spada na miejscowych przywódców Kościoła Jezusa Chrystusa Świętych w Dniach Ostatnich z Cedar City. Obarczając ich wyłączną odpowiedzialnością za zbrodnię, pominął odpowiedzialność Brighama Younga i innych przywódców kościelnych za wywołanie wśród wiernych stanu zagrożenia oraz moralną odpowiedzialność Kościoła Świętych w Dniach Ostatnich, którego wierni w obliczu rzekomego zagrożenia byli zdolni do zbrodni na niewinnych ludziach.

## W kulturze popularnej
W 2007 roku powstał film fabularny Wrześniowy świt (September Dawn) w reżyserii Christophera Caina z udziałem: Terence’a Stampa (Brigham Young), Jona Griesa (John D. Lee), Jona Voighta (Jacob Samuelson), Trenta Forda (Jonathan Samuelson), Tamary Hope (Emily Hudson), Lolity Davidovich (Nancy Dunlap) i innych. Opowiada on historię tragicznie zakończonej miłości młodego mormona i kolonistki na kanwie masakry pod Mountain Meadows.
Wydarzenie ukazano w serialu Świt Ameryki Netflixa.